# Максимов, Константин Александрович (бригадир)
Константин Александрович Максимов — советский хозяйственный и государственный деятель, лауреат Государственной премии СССР за выдающиеся достижения в труде.

## Биография
Родился в 1930 году. Член КПСС.
В 1949—1999 — плотник, бригадир комплексной бригады плотников СМУ-2 Производственного строительно-монтажного объединения № 9 Главмособлстроя.
За большой личный вклад в дело повышения эффективности использования техники, внедрения передового опыта в строительстве был в составе коллектива удостоен Государственной премии СССР за выдающиеся достижения в труде 1982 года.
Депутат Верховного Совета РСФСР 9-го созыва. Делегат XXVII съезда КПСС.
Заслуженный строитель РСФСР.
Жил в Москве.

## Награды
- Орден Ленина
- Орден Октябрьской Революции